# Сравнение
Сравнението е фигура на речта, езиково и стилистично средство за директно съпоставяне на различни обекти и привидно несвързани термини или категории, приписвайки качествата на единия и на другия. В българския език това става посредством използване на съюзите „като“ и „сякаш“.
Макар метафората също да е форма на сравнение тя е цялостно приписване на новооткрито свойство на един термин, докато сравнението е частично усвояване на определени качества, например:
- (сравнението) „Синът ти е луд като магаре!“ и
- (метафората) „Лудо магаре излезе синът ти!“

## Образност
Сравнението е любима форма на писатели и поети, тъй като с малко думи внася богато съдържание.
- Силен като хала.
- Стройна като топола.
- Бърз като стрела.

### Ирония
Сравнението се използва често за изразяване на ирония, когато термините се използват, за да се съобщи обратният им смисъл:
- Окат като прилеп.
- Бърз като охлюв.
- Ловък като слон в грънчарница.
- Слабичък като коледно прасе.
- Деликатен като каменарски чук.

## Вътрешен хумор
Използването на някои от ироничните сравнения е успешно при намиране на общодостъпна терминология, която да е ясна за слушателя или читателя. Специализираните среди имат иронични сравнения, които не са общодостъпни поради спецификата на терминологията.
- Нежен като чл. 28 от НК.
- Ухае като колония ентерококи.

## Стереотипи
Сравнението със стереотипните образи позволяват освен директната информация и богати асоциации, които подсилват разбирането на контекста.
- Тиха като водата.
- Беден като църковна мишка.
- Кисел като оцет.
- Хитър като лисица.
- Яростен като тигър.
- Опасен като смъртта.

### Клишета
Много от стереотипните сравнения са си спечелили славата на клишета и онези, които се стремят към добър стил на изразяване, ги ползват с тънка мярка.

## Особени видове сравнения
- Отрицателно сравнение
- Разширено (омировско) сравнение